# Цвети Иванов
Цвети Савчев Иванов е български журналист и политик от Българската работническа социалдемократическа партия (обединена) (БРСДП(о)).

## Биография
Цвети Иванов е роден на 24 август 1914 година в Оряхово. През 1937 година завършва право в Софийския университет „Свети Климент Охридски“, след което работи като журналист, от 1940 година ръководи Издателство „Хемус“. От ранна възраст членува в Съюза на социалистическата младеж. През 1945 година става един от активните дейци на социалдемократическата опозиция и главен редактор на партийния вестник „Свободен народ“.
На 28 юни 1946 година, ден след осъждането на лидера на социалдемократите Кръстьо Пастухов, Иванов е арестуван и осъден на 19 месеца затвор по обвинение в клевети срещу съдебната власт за критиките си в „Свободен народ“ на процеса срещу Пастухов. Освободен е през февруари 1947 година. През лятото на 1948 година е арестуван отново за кратко, а през следващата година е изпратен в лагера в Богданов дол, а след това – в „Белене“.
Цвети Иванов умира на 23 юли 1950 година в болницата в Свищов от тетанус в резултат на нелекувано нараняване, получено в лагера „Белене“.

## Памет
На Цвети Иванов е наречена улица в квартал „Люлин“ в София (Карта).
Личният му архив се съхранява във фонд 1051 в Централен държавен архив. Той се състои от 169 архивни единици от периода 1914 – 1990 г.